# 松尾山 (岐阜県)
松尾山（まつおやま）は、岐阜県不破郡関ケ原町にある標高292.9mの山である。

## 概要
関ヶ原の戦いでは小早川秀秋が陣を構えたのがこの松尾山である。陣を構えたのは東軍・西軍の配置が一望できるということもあるが、元々この地には南北朝時代から戦国時代の城である松尾城があり、布陣のさいにその跡を利用したという。現在も土塁、主曲輪、曲輪などの跡が残る。松尾山城址は関ケ原町指定史跡となっている。
登山道が整備されており、山麓からは約40分程度で登山可能。眼下には関ケ原市街地を一望できる。山頂には展望台とトイレが整備されている。

## アクセス
- 松尾山登山道入り口は、国道21号「松尾交差点」から南下、約2km。
- 登山道入り口には駐車場がある。